# Розз Уильямс
Розз Уи́льямс (англ. Rozz Williams, при рождении Ро́джер А́лен Пе́йнтер, англ. Roger Alan Painter; 6 ноября 1963 — 1 апреля 1998) — американский музыкант, участник нескольких групп, самыми известными из которых являются Christian Death и Shadow Project. Организовал группу Christian Death и добился культового статуса среди поклонников готик-рока, также считается одним из основателей стиля дэт-рок.

## Ранний период
Роджер Ален Пейнтер (Roger Alan Painter) родился 6 ноября 1963 года в Помоне, южной Калифорнии (Pomona, south California). Он был младшим ребёнком в семье южных баптистов, и ему и его двум братьям с сестрой пришлось расти в строгой религиозной обстановке.
Юный Роджер начал интересоваться музыкой с девяти лет, слушая: David Bowie, Roxy Music, T-Rex, Alice Cooper, Iggy Pop, New York Dolls и т. д. Уже с детства он знал, что будет музыкантом. Через несколько лет, познакомившись с направлением Панк, он побрил голову в знак вызова обществу.
К 16 годам Роджер решил, что он готов не только слушать музыку, но и сам сочинять. Он взял имя Розз Уильямс с могильного камня на его любимом кладбище. Его первая группа Crawlers to No, потом была переименована в The Upsetters. Розз играл на гитаре и пел, хотя они никогда не выступали. Затем была образована группа The Assexuals. Он пел, играл на органе и гитаре, Джилл Эмери играла на бас-гитаре и тоже пела, Стив Дэрроу играл на барабанах. Они играли на вечеринках у друзей, но никогда не играли настоящих концертов. Ещё один проект Розза назывался Daucus Karota, где он пел, Джей играл на гитаре и Мэри Торсива (Mary Torciva) на перкуссии.
Christian Death была основана в Октябре 1979 года. Названием группы стало искажение имени известного модельера Кристиана Диора. Розз пел, Джей играл на гитаре, Джеймс Макгарти на басу. Потом Макгарти привел в группу Джорджа Белэнджера — нового ударника. Они сыграли свой первый концерт с группой 45 Grave в Гонконг Кафе в китайском районе Лос Анджелеса, и скоро у них появилось множество поклонников.

## Успех
Летом 1981 года Макгарти и Белэнджер познакомили Розза с Рикком Эгню, который играл на гитаре в группе Adolescents. Рикк занял место Джея, который потерял интерес в работе с группой. Макгарти платил за работу в студии, на которой был записан материал для Deathwish EP. Песня Dogs попала в известный альбом-сборник Hell Comes to Your House.
Запись Deathwish и участие в сборнике подняло интерес к Christian Death на новый уровень, и Лиза Фенчер подписала контракт на работу группы с её фирмой Frontier Records. Их дебютный альбом Only Theatre of Pain вышел в марте 1982 года. Рон Эти и Ева Ортис участвовали в записи вокалов, над дизайном обложки альбома работал сам Розз. Альбом критиковали в прессе, но он был замечен. Комментатор религиозной телевизионной программы о Сатанинских воздействиях сломал копию альбома в эфире.
Концерты Christian Death стали более театрализованными. Розз иногда выходил на сцену в подвенечном платье, кощунствовал над распятием Христа, представляя на сцене собственное. Эти и другие действия привели к тому, что религиозные группы устраивали демонстрации протеста перед концертами, сжигали копии альбомов группы и даже добились отмены некоторых концертов.
В это время Розза пригласили на вечеринку по поводу выхода альбома Pompeii 99, где он познакомился с Валором Кандом и Дэвидом Глассом. Они обсуждали возможные совместные выступления Christian Death и Pompeii 99, но в 1982 году группа Christian Death распалась в связи с массовой неявкой на репетиции из-за внезапно посетившей всех наркотической зависимости.
Французский лейбл L’Invitation Au Suicide выпустил пластинку Only Theatre of Pain во Франции в 1983 году, и Ян Фэнси (Yann Fancy) хотел, чтобы Christian Death гастролировали в Европе. Розз, не имея в данный момент собственной группы, принял предложение соединиться с Pompeii 99. Он хотел назвать новый коллектив Даукус Карота (Daucus Karota) в честь имени галлюцинации из книги The Drug Experience, но Валору было выгоднее использовать имя Christian Death: Розз — вокал, Валор — гитара, Гитан ДеМон — клавишные, бэк-вокал, Дэвид Гласс — ударные, и Констанс Смит — бас-гитара. В этом составе они выступали в Лос Анджелесе и его округе, в клубах The Roxy и Fenders Ballroom.

## Уход из группы
Американские гастроли группы завершились шоу-экстраваганца «Path of Sorrows», состоявшимся в Roxy Theatre, Los Angeles 6-го апреля, 1985 года. В программу были включены фильмы, банкет и концерт Christian Death. Кристина Фуллер управляла освещением, фильмами и четырьмя сменами костюмов Розза. За несколько дней до этого, их выступление в Голливудском Berwin Entertainment Centre было записано и выпущено под названием The Decomposition of Violets. В этих концертах также участвовали Джэф Уиллиамс и Бари Галвин. Вскоре, перед началом гастролей в Италии, запланированных на июнь 1985 года, Розз решил уйти из группы, так как он не хотел продолжать работу с рутинным стилем рок. Он позвонил Гитан, сообщая: «У меня нет больше желания продолжать это… Я ухожу.»
Розз официально ушёл из группы в апреле 1985 года, оставив Валора с остальными перед гастролями в Европе. Он попросил Гитан не продолжать под именем Christian Death, и Валор согласился переименовать коллектив в «Sin and Sacrifice». Через некоторое время, оказалось, что Валор не сдержал своего слова, используя имя Christian Death, к полному негодованию Розза. Розз чувствовал, что Christian Death была только его идеей с самых ранних лет группы, и что это было только его правом прекратить её существование. Гитан оставалась верной Валору, хотя разделяла мнение Розза. Несколько лет спустя Валор официально выиграл право на использование имени, так как Розз не принял никаких легальных мер по этому поводу.

## Shadow Project и возрождение Christian Death
После разлуки с Christian Death, Розз начал работать с Чаком Коллисоном под именем The Happiest Place on Earth. Розз объяснил это как «введение уличных представлений».
Вскоре Розз и Чак воскресили Premature Ejaculation, работая с кассетными записями. Последовали несколько выступлений, начавшихся в клубе The Krypt. Очень часто посетители концертов попадали под обстрел кусками мяса и частями мертвых животных, брошенных со сцены. Один из концертов состоялся под шоссе, перед группой близких друзей.
В 1987 году Ева и Розз переехали в Сан-Франциско, где скоро поженились. Там же они организовали группу Shadow Project с Бари Галвином, Дэвидом Глассом и Джоан Шуманн — бас-гитара. Shadow Project играли в сан-францисском клубе Cover Wagon, и в Лос Анджелевском The Club with no Name. Имя группы было взято из исследований ядерной атаки Хиросимы, где после взрыва остались тени, выжженные на бетоне стен.
В это время ходили многочисленные слухи о том, что Розз мертв или заключен в псих-больницу. Поэтому Розз воскресил то, что принадлежало ему — легендарную Christian Death. С конца 1988 года до начала 1990-го, группа гастролировала в составе: Розз, Ева О, Рикк Эгню, Каси — бас-гитара, и Куджо — перкуссия.
После гастролей Розз с Евой вернулись обратно в Лос Анджелес, где они встретились с Джилл Эмери — бас, и Томом Морганом — перкуссия, для начала нового направления группы Shadow Project. После нескольких выступлений в Калифорнии, в коллектив вошёл Парис — клавишные, и группа выпустила первый альбом, Shadow Project. В это время Розз был очень увлечен Чарльзом Мэнсоном, что отразилось на этой записи.
В конце 1992 года Розз записал свой первый речитативный альбом Every King is a Bastard Son. В записи участвовали Парис, Эйс Фаррен Форд, и Донато Канзониэри (Donato Canzonieri). В этом же году был выпущен альбом The Path of Sorrows, Розз заявил прессе, что он является его любимым альбомом.

## Поздний период
Летом 1993 года Shadow Project гастролировал в Америке в составе: Розз, Ева, Парис, Марк Барон — бас, и Кристиан Омар Мадригал Иззо — перкуссия.
После конца выступлений в Америке, Ева и Парис ушли из группы для начала работы над альбомом Евы, Demons Fall for an Angels Kiss. В связи с этим Shadow Project распался накануне октябрьских гастролей в Германии. Хотя все билеты и рекламные объявления были выпущены на Shadow Project, Розз сменил имя на Daucus Karota. Брайан Батлер (Brain Butler) заменил Еву на гитаре. На одном из концертов Гитан ДэМон встретила Розза за кулисами. Она специально приехала встретиться с ним из Амстердама, где она жила уже несколько лет.
The Shrine, мини-альбом новой группы Розза был записан в январе 1994. Состав не изменился, кроме нового гитариста Рокси.
Совместные концерты Daucus Karota и Gitane DeMone в Европе проходили весь ноябрь 1994 года.
Ближе к концу года Розз выпустил альбом под именем Heltir. Дебют, Neue Sachlichkeit был записан с помощью Эйса Фаррэна Форда, Кристиана Омара Мадригала Иззо (перкуссия), и Эрона Шварца (арфа).
Альбом Dreamhome Heartache был записан Роззом и Гитан в Генте, Бельгии между 28 марта и 5 апреля 1995 года с помощью Питера Рекфелта. Кэн Томас, который работал с Дэвидом Боуи на альбоме Hunky Dory, участвовал в звукозаписи. Розз и Гитан выступали вместе в апреле, и потом в декабре 1995. Гастроли в Англии состоялись в апреле 1996 года.
Второй речитативный альбом Розза, The Whorse’s Mouth был записан в 1996 году в составе: Розз (вокал, бас-гитара), Парис (клавишные, кларнет), Райан Гомер — подпевки, Кристиан Омар Мадригал Иззо (перкуссия), и Аннэ Мари — скрипка. Альбом носил оттенки Genet, и был написан с Гомером, сожителем Розза, в то время, когда оба очень пристрастились к героину.
Розз играл на бас-гитаре для альбома группы EXP, записанный в 1996 Парисом, Райаном, и Эйсом Фарреном Фордом.
Один из самых близких друзей Розза, Эрик Кристайдс, покончил жизнь самоубийством в 1997 году. Специальное шоу его памяти состоялось в клубе Perversion, Лос Анджелес, 6 января 1998 года. Это было последнее выступление Розза.

## Личная жизнь
Уильямс не любил публично обсуждать свою сексуальную ориентацию и описывал свой брак с Евой О как скорее партнерство. В интервью Джону Элленбергеру из журнала «Голгофа» в 1997 году, обсуждая альбом The Whorse’s Mouth и то, как он боялся давать его слушать своей семье, Уильямс заявил: Есть определенные вещи, которыми, по моему мнению, не нужно делиться с ними. Мне было действительно трудно позвонить и просто сказать: Знаешь, что? Я гей, и ответ моей матери был: Ну, сынок, я не глупая.

## Смерть
Розз был найден повесившимся в своей квартире 1-го апреля 1998 года. Его нашёл Райан, с которым Розз жил в западном Голливуде. Посмертной записки не было, и до сих пор не ясно, зачем Розз решил уйти из жизни, ведь алкоголизм и наркотическая зависимость никогда не влияли на разум Розза, так как он всегда находил выход из эмоциональных проблем. Близкие друзья считают, что Розз был полностью хозяином своей судьбы и что день 1 апреля значил много для него на тайном персональном уровне. Похороны состоялись вскоре после смерти в Театре Эль Рэй, и небольшая группа близких друзей предала прах Розза земле Каньона Раньон.
Последняя работа Розза перед смертью представляет фильм PIG, выпущенный в начале 1999 года. В постановке участвовала Нико Б. — режиссёр, и Чак Коллисон (звукорежиссёр).
В 2000 году вышла книга The Art of Rozz Williams, посвящённая жизни и творчеству Розза.
1 апреля 2001, спустя три года после самоубийства, состоялось памятное собрание на Голливудском кладбище Forever Cemetery, западный Голливуд, Калифорния. На открытие мемориала явились члены семьи, друзья Розза, и поклонники со всего мира.

## Сайты
- http://www.rozznet.com/